# Corismato sintasi
La corismato sintasi è un enzima numero EC 4.2.3.5 appartenente alla classe delle liasi, che catalizza la seguente reazione:
5-O-(1-carbossivinil)-3-fosfoshikimato {\displaystyle \rightleftharpoons } corismato + fosfato